# IC 4974
IC 4974 ist ein interagierendes Galaxienpaar vom Hubble-Typ S/P im Sternbild Pfau am Südsternhimmel. Es ist schätzungsweise 493 Millionen Lichtjahre von der Milchstraße entfernt.
Das Objekt wurde am 15. August 1901 von DeLisle Stewart entdeckt.